# Tour de France 2020/20. Etappe
Die 20. Etappe der Tour de France 2020 fand am 19. September 2020 statt. Die 36,2 Kilometer lange Etappe wurde als Einzelzeitfahren ausgetragen. Sie führte von Lure nach La Planche des Belles Filles. Das Ziel war zugleich Bergwertung der ersten und damit zweithöchsten Kategorie. Die Fahrer absolvierten insgesamt 962 Höhenmeter.
Die Etappe gewann  Tadej Pogačar (UAE Team Emirates) mit jeweils 1:21 Minuten Vorsprung auf Tom Dumoulin (Jumbo-Visma) und Richie Porte (Trek-Segafredo). Pogačar übernahm dadurch auch das Gelbe Trikot von Primož Roglič (Jumbo-Visma), der als Tagesfünfter 1:56 Minuten verlor und damit seinen Vorsprung (am Vortag: 57 Sekunden) einbüßte. Porte übernahm den dritten Platz von Miguel Ángel López (Astana), der als 45. auf 6:17 Minuten vom dritten auf den sechsten Rang in der Gesamtwertung zurückfiel.
Pogačar errang durch den Sieg in der Bergwertung an der Planche des Belles Filles, für deren Ermittlung die Fahrzeiten der letzten 5,9 Kilometer herangezogen wurden auch das Gepunktete Trikot. Der bisherige Führende, Richard Carapaz (Ineos-Grenadiers) schonte sich bis zum Beginn der Zwischenzeit am Beginn der Zielsteigung, um sich an der Bergwertung zu platzieren. Sein siebter Platz reichte jedoch nicht, um seine Führung zu verteidigen.

## Zwischenzeiten
| Le Raddon Zwischenzeit 1 nach 14,5 km auf 345 m |             |                          |           |
| 1.                                              | Frankreich  | Rémi Cavagna (DQT)       | 16:57 min |
| 2.                                              | Niederlande | Tom Dumoulin (TJV)       | +0:12 min |
| 3.                                              | Slowenien   | Tadej Pogačar (UAD)      | +0:17 min |
| 4.                                              | Danemark    | Kasper Asgreen (DQT)     | +0:17 min |
| 5.                                              | Slowenien   | Primož Roglič (TJV)      | +0:30 min |
| 6.                                              | Belgien     | Wout van Aert (TJV)      | +0:39 min |
| 7.                                              | Italien     | Damiano Caruso (TBM)     | +0:41 min |
| 8.                                              | Frankreich  | Christophe Laporte (COF) | +0:41 min |
| 9.                                              | Danemark    | Christopher Juul (MTS)   | +0:42 min |
| 10.                                             | Spanien     | David de la Cruz (UAD)   | +0:44 min |

| Plancher-les-Mines Zwischenzeit 2 nach 30,3 km auf 532 m |             |                        |           |
| 1.                                                       | Niederlande | Tom Dumoulin (TJV)     | 39:43 min |
| 2.                                                       | Slowenien   | Tadej Pogačar (UAD)    | +0:01 min |
| 3.                                                       | Frankreich  | Rémi Cavagna (DQT)     | +0:18 min |
| 4.                                                       | Slowenien   | Primož Roglič (TJV)    | +0:37 min |
| 5.                                                       | Italien     | Damiano Caruso (TBM)   | +0:49 min |
| 6.                                                       | Belgien     | Wout van Aert (TJV)    | +0:51 min |
| 7.                                                       | Australien  | Richie Porte (TFS)     | +1:01 min |
| 8.                                                       | Spanien     | David de la Cruz (UAD) | 1:12 min  |
| 9.                                                       | Danemark    | Kasper Asgreen (DQT)   | +1:13 min |
| 10.                                                      | Kolumbien   | Rigoberto Uran (EF1)   | +1:31 min |

| nach halber Steigung Zwischenzeit 3 nach 33,5 km auf 830 m |             |                        |            |
| 1.                                                         | Slowenien   | Tadej Pogačar (UAD)    | 49:15 min  |
| 2.                                                         | Niederlande | Tom Dumoulin (TJV)     | +0:48 min  |
| 3.                                                         | Australien  | Richie Porte (TFS)     | +1:06 min  |
| 4.                                                         | Belgien     | Wout van Aert (TJV)    | +1:15 min  |
| 5.                                                         | Frankreich  | Rémi Cavagna (DQT)     | +1:21 min  |
| 6.                                                         | Slowenien   | Primož Roglič (TJV)    | +1:22 min  |
| 7.                                                         | Italien     | Damiano Caruso (TBM)   | +1:47 min  |
| 8.                                                         | Spanien     | David de la Cruz (UAD) | + 2:05 min |
| 9.                                                         | Kolumbien   | Rigoberto Uran (EF1)   | +2:18 min  |
| 10.                                                        | Spanien     | Enric Mas (MOV)        | +2:28 min  |

## Bergwertungen
Für die Bergwertung wurde die Fahrzeit auf dem eigentlichen Anstieg, also den letzten 5,9 Kilometern des Zeitfahrens berücksichtigt.